# Avatar: Lửa và tro tàn
Avatar: Lửa và tro tàn (tên tiếng Anh: Avatar: Fire and Ash) là phim điện ảnh sử thi, khoa học viễn tưởng của Mỹ, dự kiến ra mắt năm 2025. Phim do James Cameron đạo diễn; đồng sản xuất, biên kịch và biên tập. Đây sẽ là phần thứ ba trong loạt phim Avatar, tiếp nối Avatar: Dòng chảy của nước (2022) và Avatar (2009). Dàn diễn viên từ các phần trước là Sam Worthington, Zoe Saldana, Stephen Lang, Sigourney Weaver, Joel David Moore, CCH Pounder, Dileep Rao, Giovanni Ribisi, Matt Gerald, Cliff Curtis, Edie Falco, Brendan Cowell, Dương Tử Quỳnh, Jemaine Clement và Oona Chaplin trở lại với các vai diễn cũ, trong khi David Thewlis sẽ vào vai một nhân vật mới.
Năm 2010, sau thành công lớn về doanh thu của Avatar, James Cameron công bố sẽ thực hiện thêm hai phần phim nữa, trong đó Avatar 3 dự kiến ra mắt năm 2015. Tuy nhiên, do thực hiện nhiều phim và phải phát triển thêm công nghệ ghi hình dưới nước, các phần tiếp của phim đã bị lùi lại.
Qua nhiều lần trì hoãn, hiện phim dự kiến phát hành ngày 19 tháng 12 năm 2025. Hai phần kế tiếp (4 và 5) cũng đã được lên kế hoạch ra mắt vào ngày 21 tháng 12 năm 2029 và 19 tháng 12 năm 2031. Với kinh phí thu được cho các phần tiếp theo của Avatar vẫn là 250 triệu USD, đây là một bộ phim có kinh phí đắt đỏ nhất từng thực hiện.

## Phân vai

### Chủng tộc Na'vi
- Sam Worthington vai Jake Sully
- Zoe Saldana vai Neytiri
- CCH Pounder vai Mo'at
- Cliff Curtis vai Tonowari
- Sigourney Weaver vai Kiri

### Loài người
- Giovanni Ribisi vai Parker Selfridge
- Joel David Moore vai Dr. Norm Spellman
- Dileep Rao vai Dr. Max Patel
- Edie Falco vai chỉ huy Ardmore[11]
- Brendan Cowell vai thuyền trưởng Mick Scoresby
- Michelle Yeoh vai Dr. Karina Mogue
- Jemaine Clement vai Dr. Ian Garvin

## Phát hành
Avatar: Lửa và tro tàn trải qua tám lần lùi ngày phát hành, kể từ lịch dự kiến ban đầu là tháng 12 năm 2015.  Phim rời ngày chiếu từ năm 2016 sang 2017, 2018 và sau đó là 2020. Trong năm 2020, do ảnh hưởng từ dịch Covid-19 cũng như để cân đối lịch phát hành với các phần tiếp theo, phim được rời ngày phát hành tới 19/12/2025.

## Phần tiếp theo
Hai phần tiếp theo của nó là Avatar 4 và 5 sẽ công chiếu lần lượt vào 21 tháng 12 năm 2029 và ngày 19 tháng 12 năm 2031.